# João Soares de Paiva
João Soares de Paiva (por vezes erroneamente grafado Pávia) [a] O Trovador ou O Freire[b] (1140 — depois de 1194) foi um poeta (ou trovador) português e nobre, muitas vezes reconhecido como o primeiro autor literário em língua galego-portuguesa, e, portanto, do próprio Português.

## Primeiros anos
João era filho de Soeiro Pais de Paiva O Mouro e de sua esposa, Urraca Mendes de Bragança, cuja união se deverá ter processado nos anos seguintes à Batalha de Ourique, onde terá falecido o primeiro marido daquela. A linhagem de João, descendente da Casa de Baião, implantara-se nas margens do rio Paiva, cujo nome terá inspirado os seus ascendentes.
João está documentado pela primeira vez em Portugal em 1170, numa doação que faz ao Mosteiro de Paço de Sousa (fundado provavelmente pelos seus antepassados).

### Herança paterna
Aquando da morte do seu pai, herdou numerosos haveres nas terras de Paiva (atual Castelo de Paiva), entre as quais a honra de Sobrado (a atual vila de Paiva, sede de concelho) e a de Real (lugares de Gilde, Gildinho, Feiteira, etc., com vários casais), e a quintã de Oliveira de Arda (atual Raiva)
Foi através dele que o apelido Paiva se prolongou por linha masculina, uma vez que os descendentes do seu irmão Paio tomaram o nome Taveira. Para além de João, também a sua irmã Cristina,  faria com que o apelido continuasse por via feminina; os filhos de Cristina com Fernão Ramires Quartela tomariam também o apelido materno Paiva. É desta linhagem de ascendência feminina que provém o célebre Rui Garcia de Paiva.

## Saída de Portugal
A partir de 1170, parece ter-se ausentado de Portugal, se não definitivamente, pelo menos, de forma muito prolongada.
A sua única cantiga mostra precisamente que se encontrava nas terras que deteria na fronteira entre os reinos de Castela, Aragão e Navarra.

### Motivos
As razões que levaram João Soares a sair de Portugal são desconhecidas, e por isso mesmo surgiram algumas teorias em torno da justificação de tal saída. Poderá tê-lo feito talvez devido à perda de Badajoz por Afonso I de Portugal, precisamente no ano anterior (1169). A reforçar as possibilidades da sua saída estava a sua família materna, os Bragançãos, família muito ligada a Portugal, mas também não menos ao Reino de Leão, onde, em 1152 (poucos anos antes), um seu tio materno, Mendo Mendes de Bragança estivera documentado como alferes de Fernando II de Leão.
Uma outra alternativa seria que João se teria colocado ao serviço de Ruy Díaz de los Cameros, um senhor poderoso de origem castelhano-navarra e igualmente trovador (infelizmente a sua obra perdeu-se). A corroborar esta teoria está a localização do senhorio: na confluência, na fronteira entre Castela e Aragão, e não distante de Navarra.

### Fora de Portugal
Sabe-se que em 1182 confirmou uma venda efetuada em Vila Franca do Bierzo, na fronteira de Leão com a Galiza, de onde, segundo uma teoria, seria provavelmente originária a mãe do seu senhor, Rui Dias, que desta feita pertenceria à influente origem da mãe de Rui Dias, senhora galega da poderosa Casa de Trava. Infelizmente esta hipótese é contrariada por razões geográficas; na verdade a mãe do suserano era originária da parte ocidental da Galiza, abrangendo o noroeste e o sudoeste da região, e desta feita longe do Bierzo. O documento poderia confirmar a ligação de João Soares à família de Cabrera-Velaz, denunciada pelos Nobiliários.
João Soares parece ter ainda pertencido a uma Ordem Militar, uma vez que no Livro de Linhagens do Deão é designado como João Soares, o Freire[a]. Ora, na sua cantiga faz referência a Monzón, lugar de pertença dos Templários desde 1143, por doação de Petronila de Aragão e Raimundo Berengário IV de Barcelona. Este facto poderia indiciar a pertença de João Soares a esta ordem, ou que pelo menos possa ter mantido estreitas relações.

## Obra
A única cantiga que resta hoje deste trovador é de escárnio, intitulada Ora Faz ost'o senhor de Navarra. Além dessa é autor de seis outras cantigas de amor, indicadas no índice de Colocci, que infelizmente não chegaram até nós.
Esta cantiga é certamente uma, por entre as datáveis, das mais antigas que os cancioneiros nos transmitiram, e alude a um contexto histórico preciso: as lutas travadas entre Sancho VII de Navarra e os reis de Aragão e de Castela, depois da derrota de Alarcos em 1195. Tendo em conta o contexto, a composição deverá ter sido composta no final século XII, provavelmente por volta de 1196. O nome do rei de Aragão não é identificado pelo nome, o que causa problemas na datação. A hipótese mais provável é Afonso II de Aragão, que terá partido para a Provença, tendo falecido pelo caminho, em Perpinhã, a 25 de abril de 1196. Contudo, Pedro II de Aragão foi também uma hipótese abordada por alguns autores, o que retardaria a canção para o período 1200-1204, de grande conflito entre Aragão e Navarra, ou até para 1213, quando o monarca estava ausente no Languedoc, onde viria a falecer na Batalha de Muret, nesse mesmo ano.
Seja qual for o rei de Aragão mencionado, o certo é que Sancho VII, um rei ainda recente no trono (ascendera a 27 de junho de 1194), terá aproveitado a ausência deste para, a partir da sua praça-forte de Tudela, tentar invadir e devastar as suas terras, o que, na ótica de João Soares, era uma atitude cobarde. A própria rubrica parece indicar que as terras de João Soares, na região de fronteira entre os dois reinos, teriam sido afetadas por esta invasão, sendo a cantiga, que escarnece do invasor, uma espécie de "vingança literária".

## Morte e posteridade
Desconhece-se a data de morte de João Soares, embora se possa apontar para depois de 1194 ou provavelmente nos primeiros anos do século XIII, uma vez que a cantiga que dele se conhece faz referência a Sancho VII de Navarra (1194-1234).

### Um amor régio?
Desconhecem-se as razões de uma carta do Marquês de Santilhana ao Infante-Condestável Pedro de Avis, que conta que este trovador se terá apaixonado por uma infanta portuguesa, que, a ser o facto verdadeiro, teria de ser necessariamente filha de Afonso I de Portugal.

### Confusão no apelido
Os nobiliários medievais costumam apresentar a forma Pavha para o seu apelido, o que gerou grande confusão, uma vez que, posteriormente começou a ser referenciado como Panha ou Pávia. O fator determinante para a descoberta da verdadeira forma do apelido pode mesmo ter tido a localização dos bens da família na região do Paiva.

## Casamento e descendência
João desposou, por volta de 1215[a], Maria Anes I de Riba de Vizela, filha de João Fernandes de Riba de Vizela e Maria Soares de Sousa, da qual teve seis filhos:
- Pedro Anes I de Paiva, casado com Sancha Gil de Jolda;
- Rodrigo Anes de Paiva, teve descendência bastarda;
- Soeiro Anes de Paiva, casado com Marinha Martins Dade
- João Anes de Paiva, casado com Maria Raimundes de Portocarreiro, irmã de Ouroana Raimundes;
- Teresa Anes de Paiva, freira;
- Maria Anes I de Paiva, casada com o seu primo Nuno Soares Mouro.